# Wilhelm Zaisser
Wilhelm Zaisser (Gelsenkirchen, 20 de juny del 1893 - 3 de març del 1958) fou un polític alemany, Ministre de Seguretat de l'Estat de la República Democràtica Alemanya i cap de la policia política Stasi, des del 1950 al 1953. Durant la Guerra Civil espanyola fou comandant de la XIII Brigada Internacional, amb el nom de General Gómez.
Estudià magisteri a Essen fins al 1913. Amb l'esclat de la Primera Guerra Mundial, Zaisser es va incorporar a l'exèrcit alemany. Membre del Partit Socialdemòcrata Independent d'Alemanya, al retornar de la guerra es va incorporar com a professor a Essen. Després del Kapp-Putsch contra Friedrich Ebert va liderar el Red Ruhr Army i va ser arrestat el 1921, havent d'abandonar la plaça de professor. Va ingressar al Partit Comunista d'Alemanya, on es va mostrar molt actiu en la divulgació dels ideals de l'organització. Més tard va entrar a formar part de la intel·ligència del partit, treballant activament contra l'ocupació francesa del Ruhr.
El mateix any 1921 va viatjar a Moscou, on se'l va formar militar i políticament, tornant a Alemanya el 1924 per a incorporar-se al Comitè Central del partit. Va treballar amb l'Exèrcit Roig i els serveis d'intel·ligència de la Unió Soviètica, sent ajudant militar de l'URSS a Síria i el nord d'Àfrica primer, per a passar posteriorment a treballar per al Komintern a la Xina i a la República Txeca. El 1932 va ingressar al Partit Comunista de la Unió Soviètica, adquirint la nacionalitat d'aquest país el 1940.
Amb el sobrenom de Gómez o General Gómez, el 1936 es va incorporar a les Brigades Internacionals durant la Guerra Civil espanyola, sent nomenat comandant de la XIII Brigada i liderant-les, més tard, totes. Amb la marxa dels brigadistes, Zaisser va tornar a Moscou. No va participar directament en la Segona Guerra Mundial tot i que se li atribueix haver estat instructor dels presoners de guerra alemanys durant el conflicte.
El 1947 va tornar a Alemanya integrant-se el 1949 en el Partit Socialista Unificat d'Alemanya. Aviat va ocupar llocs de responsabilitat política en el govern de Saxònia-Anhalt.
Del 1949 al 1954 va ser membre de la Volkskammer (càmera del poder legislatiu a la RDA). El 1950 va ser triat per a formar part del Politburó i el Comitè Central del partit. Nomenat Director de la Stasi, va ser destituït el 1953 a causa de les seves diferències amb Walter Ulbricht. Llavors va començar el seu període de decadència dintre de l'organigrama polític d'Alemanya de l'Est. Va ser separat de tots els seus càrrecs en ser acusat d'hostilitat cap al partit i de no usar el poder de la Stasi per reprimir amb duresa les revoltes del 7 de juliol del 1953.
Els últims anys de la seva vida els va passar treballant com a traductor. El 1993 la seva figura va ser rehabilitada pel Partit del Socialisme Democràtic, hereu de l'antic Partit Socialista Unificat d'Alemanya des de la caiguda del mur de Berlín.